# Rajon Swaljawa
Der Rajon Swaljawa (ukrainisch Свалявський район/Swaljawskyj rajon; russisch Свалявский район/Swaljawski rajon) war eine Verwaltungseinheit im äußersten Westen der Ukraine und gehörte zur Oblast Transkarpatien.

## Geographie
Der Rajon lag im Westen der Oblast Transkarpatien. Er grenzte im Norden an den Rajon Wolowez, im Nordosten an den Rajon Mischhirja, im Osten und Südosten an den Rajon Irschawa, im Südwesten an den Rajon Mukatschewo sowie im Westen an den Rajon Peretschyn.
Er lag in den Waldkarpaten und wurde vom Fluss Latoryzja durchflossen.

## Geschichte
Die Verwaltungseinheit wurde am 22. Januar 1946 als Okrug Swaljawa errichtet, 1953 wurde der Okrug dann in den Rajon Swaljawa umgewandelt. Zwischen 1962 und 1965 war auch die Fläche des Rajons Wolowez ein Teil des Rajons. Im Rahmen der administrativ-territorialen Reform im Jahr 2020 wurde der Rajon aufgelöst, der größte Teil seines Gebietes bildet seither den Mittelteil des neuen Rajons Mukatschewo, ein kleiner östlicher Teil kam zum neuen Rajon Chust.

## Administrative Gliederung
Auf kommunaler Ebene war der Rajon in 1 Stadtratsgemeinde und 28 Landratsgemeinden unterteilt, denen jeweils einzelne Ortschaften untergeordnet waren.
Zum Verwaltungsgebiet gehörten:
- 1 Stadt
- 28 Dörfer

### Stadt
| Name                     | Name       | Name     | Name       | Name      | Name       |
| ukrainisch transkribiert | ukrainisch | russisch | slowakisch | ungarisch | deutsch    |
| ------------------------ | ---------- | -------- | ---------- | --------- | ---------- |
| Swaljawa                 | Свалява    | Свалява  | Svaľava    | Szolyva   | Schwalbach |

### Dörfer
| Name                     | Name           | Name                             | Name                    | Name                        | Name     | Gemeindezuordnung |
| ukrainisch transkribiert | ukrainisch     | russisch                         | slowakisch              | ungarisch                   | deutsch  | Gemeindezuordnung |
| ------------------------ | -------------- | -------------------------------- | ----------------------- | --------------------------- | -------- | ----------------- |
| Beresnyky                | Березники      | Березники (Beresniki)            | Berezník                | Bereznek, Bereznik          | -        | Beresnyky         |
| Dratschyno               | Драчино        | Драчины (Dratschiny)             | Dračiny, Dračina        | Újtövisfalva                | Dorndorf | Swaljawa          |
| Dussyno                  | Дусино         | Дусина                           | Dusina                  | Zajgó, Duszina              | -        | Dussyno           |
| Hankowyzja               | Ганьковиця     | Ганьковица (Gankowiza)           | Hankovice, Hankovica    | Kisanna, Hánykovica         | -        | Hankowyzja        |
| Holubyne                 | Голубине       | Голубиное (Golubinoje)           | Holubinné, Holubina     | Galambos, Holubina          | -        | Holubyne          |
| Jakiwske                 | Яківське       | Яковское (Jakowskoje)            | Ďakovský, Jakuský       | Jakuszki                    | -        | Ploske            |
| Kerezky                  | Керецьки       | Керецки (Kerezki)                | Kerecky                 | Kerecke                     | -        | Kerezky           |
| Lopuschanka              | Лопушанка      | Лопушанка                        | Brustov, Brusturová     | Lombos, Brusztópatak        | -        | Dussyno           |
| Mala Martynka            | Мала Мартинка  | Малая Мартынка (Malaja Martynka) | Malá Martinka, Martinka | Mártonka, Kismartinka       | -        | Tybawa            |
| Nelipyno                 | Неліпино       | Нелепино (Nelepino)              | Nelipeno, Nelipino      | Hársfalva                   | -        | Nelipyno          |
| Olenjowo                 | Оленьово       | Оленёво                          | Oleňovo                 | Szarvaskút, Olenyova        | -        | Ploske            |
| Pawlowo                  | Павлово        | Павлово                          | Pavlovo                 | Kispálos, Paulova           | -        | Ploske            |
| Passika                  | Пасіка         | Пасека (Passeka)                 | Paseka, Pasika          | Kishidvég, Paszika          | -        | Suskowo           |
| Plawja                   | Плав'я         | Плавья                           | Plavja                  | Zsilip, Plávja              | -        | Dussyno           |
| Ploske                   | Плоске         | Плоское (Ploskoje)               | Ploské, Ploskij         | Dombostelek, Ploszkó        | -        | Ploske            |
| Ploskyj Potik            | Плоский Потік  | Плоский Поток (Ploski Potok)     | Potok                   | Pataktanya                  | -        | Ploske            |
| Poljana                  | Поляна         | Поляна                           | Poľana                  | Polena                      | -        | Poljana           |
| Rodnykiwka               | Родниківка     | Родниковка (Rodnikowka)          | Izvor                   | Beregforrás, Izvor          | -        | Rodnykiwka        |
| Rodnykowa Huta           | Родникова Гута | Родникова Гута (Rodnikowa Guta)  | Izvorská Huta           | Forráshuta, Izvorhuta       | -        | Rodnykiwka        |
| Rossosch                 | Росош          | Россошь                          | Rozsoše, Rosoš          | Kopár, Roszos               | -        | Dussyno           |
| Sassiwka                 | Сасівка        | Сасовка (Sassowka)               | Sasovka                 | Szászóka                    | -        | Nelipyno          |
| Solotschyn               | Солочин        | Солочин (Solotschin)             | Soločín                 | Királyfiszállás, Szolocsina | -        | Solotschyn        |
| Strojne                  | Стройне        | Стройное (Stroinoje)             | Strojno, Strijno        | Malmos, Sztrojna            | -        | Strojne           |
| Suskowo                  | Сусково        | Сусково                          | Suskovo                 | Bányafalu, Szuszkó          | -        | Suskowo           |
| Tybawa                   | Тибава         | Тибава (Tibawa)                  | Tybava, Tibava          | Havasalja, Nagytibava       | -        | Tybawa            |
| Tschernyk                | Черник         | Черник (Tschernik)               | Černík                  | Csernektelep, Csernik       | -        | Strojne           |
| Uklyn                    | Уклин          | Уклин (Uklin)                    | Uklín, Uklina           | Aklos, Uklina               | -        | Poljana           |
| Wowtschyj                | Вовчий         | Волчий (Woltschi)                | Vlčí, Voči              | Vocsitelep                  | -        | Nelipyno          |